# Autocentralen
Autocentralen Holding A/S eller Autocentralen er en dansk bilforhandler- og autoværkstedskæde med otte afdelinger i Danmark samt hovedkvarter i Kolding. De forhandler, markedsfører, servicerer og vedligeholder personbiler og varebiler af mærkerne Skoda, Seat, Cupra og Volkswagen. Autocentralen har afdelinger i Kolding, Ishøj, Vejen, Esbjerg, Vejle, Horsens, Skive og Viborg.
Autocentralen A/S er grundlagt i 1985 af Knud Majgaard Jensen og Karen Lindskov Jensen, ægteparret er også er ejere af Autocentralen Holding A/S.
I 2024 havde Autocentralen Holding ca. 359 ansatte og omsatte for 2,584 mia. kroner.